# Anna Laetitia Barbauld
Anna Laetitia Barbauld (née Aikin; 20 de junho de 1743 - 9 de março 1825) foi uma proeminente poeta inglesa, ensaísta, crítica literária, editora e autora de livros infantis.
Uma "mulher de letras", que publicou em vários gêneros, Barbauld teve uma carreira bem sucedida na escrita em um momento em que escritoras profissionais eram raras. Ela era uma professora notável na Academia Palgrave e uma inovadora escritora infantil com Lessons for Children; seus pensamentos forneceram um modelo para a pedagogia por mais de um século. Seus ensaios demonstraram que era possível para uma mulher engajar-se publicamente sobre política. Outras autoras como Elizabeth Benger foram influenciadas por ela. A carreira literária de Barbauld estendeu-se por vários períodos na história da literatura britânica: seu trabalho promoveu valores tanto do Iluminismo e da sensibilidade, e a sua poesia era fundamental para o desenvolvimento do romantismo britânico. Barbauld também foi uma crítica literária, e sua antologia de romances britânicos do século XVIII ajudou a estabelecer o cânone como é conhecido hoje.
A carreira de Barbauld como poeta terminou abruptamente em 1812 com a publicação de Eighteen Hundred and Eleven, que criticava a participação da Grã-Bretanha nas Guerras Napoleônicas. As resenhas venenosas recebidas chocaram Barbauld, e ela não publicou mais nada durante sua vida. Sua reputação foi danificada ainda mais quando muitos dos poetas românticos que ela havia inspirado no auge da Revolução Francesa se voltaram contra ela em seus anos posteriores e mais conservadores. Barbauld foi lembrada apenas como uma pedante escritora para crianças durante o século XIX, e em grande parte esquecida durante o século XX, mas o surgimento da crítica literária feminista, na década de 1980, renovou o interesse em suas obras e restaurou o seu lugar na história da literatura.